# Jim Kissane
James J. Kissane, detto Jim (New Hyde Park, 17 agosto 1946), è un ex cestista statunitense, professionista nella ABA.

## Carriera
Venne selezionato dai Cincinnati Royals al quinto giro del Draft NBA 1968 (55ª scelta assoluta).
Disputò 2 partite con i Minnesota Pipers nella stagione ABA 1968-69.